# Примарна меморија
Примарна меморија је меморија која је директно доступна процесору рачунара преко његових главних магистрала (адресних и за податке), без потребе за алтернативним улазно-излазним и често значајно споријим начинима комуникације.
Примарна меморија се користи за смештај података и инструкција које рачунар у том тренутку извршава, односно као радна меморија рачунара (сем у случају када се у њен садржај не може мењати - разне ROM меморије). 

## Основне особине
Насупрот секундарној меморији, примарна меморија има следеће особине:
- значајно је бржа (често хиљадама пута)

Као пример, почетком 21. века, било ком делу примарне је могуће приступити у просеку за свега неколико наносекунди. Насупрот томе, тврди диск, као најпознатија секундарна меморија, мора прво да механички позиционира главу за читање до цилиндра са подацима, што у просеку траје око 9 ms а у најгорем случају и до 20 ms. Затим мора да сачека да се диск окрене тако да подаци „дођу под главу“, што у случају 10.000 обртаја у минути траје у просеку додатних 3 ms. На крају, потребно је саме податке прочитати (трајање значајно зависи од густине података) и послати у примарну меморију. Како тврди дискови не могу да раде са блоковима мањим од једног сектора (типично 512 бајтова) то је потребно пребацити све њих у примарну меморију пре него што је могуће употребити било који, што је само по себи толико пута спорије у односу да директан приступ примарној меморији. Збирно, приступ било ком податку на тврдом диску у просеку траје преко 12 ms.
- директно је адресабилна (RAM)

Пример: процесор може у било ком тренутну да зада адресу било ког јединичног податка ком жели да приступи и да изврши операцију читања или уписа. Насупрот томе, тврди дискови не омогућавају рад са мање од једног сектора података (типично 512 бајтова) - свако ишчитавање захтева читање целог сектора, а сваки упис захтева поновно снимање целог сектора, независно од количине промена.
- губи садржај по престанку напајања (сем у случају ROM меморија)

Пример: По искључивању рачунара сео садржај радне меморије се губи. Насупрот томе, подаци снимљени на тврди диск, CD-R и сл. остају и могуће им је приступити по поновном укључивању.

## Виртуелна меморија и утицај на ефективну брзину рачунара
Оперативни системи са подршком за виртуелну меморију могу да симулирају повећање примарне меморије тако што тренутно ређе коришћене делове примарне меморије пребацују у део секундарне, а део који је следећи потребан „врате“ из секундарне назад у примарну. На овај начин физичка примарна меморија може бити мања од оне која је реално потребна извршаваним програмима, али по цени брзине рада рачунара - што је разлика између потребне и реалне/физичке примарне меморије већа, то ће чешће бити потребне поменуте замене делова и, тако, комуникација са хиљадама пута споријом секундарном меморијом. 
Одатле долази и појава да повећање примарне меморије рачунара не утиче само на ограничење количине података и програма који се могу обрађивати у исто време него и на повећање ефективне брзине рачунара (јер се мање времена троши на спору комуникацију са секундарном меморијом).